# Aphelinus marlatti
Aphelinus marlatti is een vliesvleugelig insect uit de familie Aphelinidae. De wetenschappelijke naam is voor het eerst geldig gepubliceerd in 1888 door Ashmead.